# Pierre-Louis Lions
Pierre-Louis Lions (sinh ngày 11 tháng 8 năm 1956 tại Grasse, Alpes-Maritimes) là một nhà toán học người Pháp. Bố của ông là Jacques-Louis Lions, cũng là một nhà toán học và lúc đó là giáo sư tại đại học Nancy, và từng giữ chức Chủ tịch Hiệp hội Toán học Quốc tế, và mẹ ông là bà Andrée Olivier. Ông tốt nghiệp trường École Normale Supérieure năm 1977 (trong cùng năm với Jean-Christophe Yoccoz). Ông lấy bằng tiến sĩ ở trường Đại học Pierre và Marie Curie năm 1979. Lions là một trong những nhà toán học có chỉ số trích dẫn cao nhất (ISI highly cited researcher).
Ông nghiên cứu lý thuyết các phương trình vi phân riêng phần phi tuyến, và nhận huy chương Fields nhờ những nghiên cứu toán học của mình vào năm 1994 trong khi đang làm việc tại đại học Paris-Dauphine. Lions là người đầu tiên chứng minh được một cách hoàn thiện các nghiệm của phương trình Boltzmann. Ngoài ra, Lions còn nhận được các giải thưởng khác bao gồm Giải IBM năm 1987 và Giải Philip Morris năm 1991. Ông cũng là tiến sĩ danh dự tại đại học Heriot-Watt (Edinburgh) và đại học thành phố Hong Kong. Hiện nay, ông là Giáo sư Phương trình vi phân riêng phần và những ứng dụng của nó tại trường Collège de France ở Paris đồng thời làm nghiên cứu tại École Polytechnique.
Trong bài báo "Viscosity solutions of Hamilton-Jacobi equations" (1983), viết cùng với Michael Crandall, ông đã đưa ra khái niệm nghiệm nhớt. Khái niệm này đã có nhiều ảnh hưởng đến việc nghiên cứu các phương trình vi phân riêng phần.